# Бараниха (Харовский район)
Бараниха — деревня в Харовском районе Вологодской области.
Входит в состав Харовского сельского поселения, с точки зрения административно-территориального деления — в Харовский сельсовет.
Расстояние до районного центра Харовска по автодороге — 1,5 км. Ближайшие населённые пункты — Иваниково, Конанцево, Бор.
По переписи 2002 года население — 270 человек (134 мужчины, 136 женщин). Преобладающая национальность — русские (98 %).